# 2025年亚洲冬季运动会滑雪登山比赛
2025年亚洲冬季运动会滑雪登山比赛是2025年亚洲冬季运动会的一个比赛项目，于2025年2月9日至12日在中国哈尔滨市的亚布力滑雪场进行，此次比赛共设3个小项，分别为男子竞速、女子竞速和混合接力。这是滑雪登山项目首次成为亚冬会正式比赛项目。

## 赛程
以下是滑雪登山项目的具体赛程安排：
| 日期    | 时间  | 项目           |
| ------- | ----- | -------------- |
| 2月9日  | 10:30 | 女子竞速预赛   |
| 2月9日  | 10:45 | 男子竞速预赛   |
| 2月9日  | 11:10 | 女子竞速半决赛 |
| 2月9日  | 11:45 | 男子竞速半决赛 |
| 2月9日  | 12:10 | 女子竞速决赛   |
| 2月9日  | 12:20 | 男子竞速决赛   |
| 2月12日 | 10:30 | 混合接力预赛   |
| 2月12日 | 11:40 | 混合接力决赛   |

## 奖牌榜
*   主办国家/地区（中国）
| 排名                     | 国家 / 地区              | 金牌 | 銀牌 | 銅牌 | 总计 |
| ------------------------ | ------------------------ | ---- | ---- | ---- | ---- |
| 1                        | 中国*                    | 3    | 3    | 3    | 9    |
| 总计（共1个国家 / 地区） | 总计（共1个国家 / 地区） | 3    | 3    | 3    | 9    |

## 奖牌得主
| 项目       | 金牌                            | 金牌     | 银牌                        | 银牌     | 铜牌                            | 铜牌     |
| 男子短距离 | 布鲁尔 · 中国（CHN）            | 2:22.29  | 张成浩 · 中国（CHN）        | 2:22.91  | 毕禹新 · 中国（CHN）            | 2:25.65  |
| 女子短距离 | 次旦玉珍 · 中国（CHN）          | 2:55.88  | 婧萱 · 中国（CHN）          | 2:59.84  | 索朗曲珍 · 中国（CHN）          | 3:01.78  |
| 混合接力   | 中国（CHN） · 次旦玉珍 · 布鲁尔 | 27:48.67 | 中国（CHN） · 婧萱 · 毕禹新 | 28:20.96 | 中国（CHN） · 索朗曲珍 · 刘建宾 | 29:27.67 |

## 参赛代表团
以下是滑雪登山项目的参赛代表团：
- 中国（8）
- 印度（8）
- 伊朗（4）
- 日本（7）
- （5）
- 韩国（6）
- 黎巴嫩（1）
- （1）
- 泰国（1）
- （8）